# 万水泉南站
万水泉南站是位于内蒙古自治区包头市九原区万水泉乡的一个铁路车站，邮政编码14040。车站建于1987年，有包神铁路经过该站，现仅办理货运，不办理客运业务。车站距离包头东站16公里，隶属包神铁路公司，是三等站。